# Beowulf: A Translation and Commentary
Беовулф: Превод и коментари (енгл. Beowulf: A Translation and Commentary) је прозни превод раносредњовековне епске песме Беовулф са староенглеског на савремени енглески. Превео ју је Џ. Р. Р. Толкин у периоду од 1920. до 1926. године, уредио га је Толкинов син Кристофер, а постхумно га је у мају 2014. објавила издавачка кућа HarperCollins.
У песми, гитски јунак Беовулф долази у помоћ Хродгару, краљу Данаца, чију је гозбену дворану Хеорот напало чудовиште познато као Грендел. Након што га Беовулф убије, Гренделова мајка напада дворану, али и она бива поражена. Беовулф се победоносно враћа кући у Јеталанд и касније постаје краљ Гита. Након педесет година, Беовулф побеђује змаја, али је смртно рањен у бици. Након његове смрти, његови пратиоци га сахрањују у тумулусу, гробној хумци, у Јеталанду. 
После превода следе коментари песме која је постала основа за Толкиново хваљено предавање „Беовулф: Чудовишта и критичари” из 1936. године. Штавише, књига укључује Толкинов раније необјављени „Sellic Spell” (срп. Чудесна прича) и две верзије „Баладе о Беовулфу”. Превод су похвалили стручњаци и критичари, који су, међутим, изразили сумњу да ће наићи на велику наклоност јавности или љубитеља Толкинове фикције.

## Радња
Беовулф, гитски принц, и његови следбеници су кренули да помогну данском краљу Хродгару у његовој борби против чудовишта Грендела. Пошто Грендел мрзи музику и буку, често напада Хродгарову гозбену дворану, Хеорот, убијајући краљеве људе на спавању. Иако Беовулф не успева да убије Грендела директно у њиховом првом сусрету, он га ипак смртно рани. Након тога мора да се суочи са Гренделовом мајком, која је дошла да освети свог сина. Беовулф је прати до пећине испод језера где је убија чаробним мачем. Тамо проналази Грендела на самрти и обезглављује га.
Беовулф се враћа кући и постаје краљ Гита. После неких 50 година, змај чије је благо украдено из његове ризнице у гробној хумци почиње да терорише Јеталанд. Беовулф, сада у својим осамдесетим, покушава да се бори са змајем, али не успева. Прати змаја до његове јазбине где му се у борби придружује млади рођак Виглаф. Беовулф успева да убије змаја, али је смртно рањен. На крају, његови следбеници сахрањују свог краља у хумци поред мора.

## Позадина
Џ. Р. Р. Толкин је специјализирао енглеску филологију на универзитету и 1915. дипломирао са старонордијским језиком као посебним предметом. Године 1920. постао је ванредни професор енглеског језика на Универзитету у Лидсу, где је био заслужан за повећање броја студената лингвистике са пет на двадесет. Држао је курсеве староенглеских јуначких стихова, историје енглеског, разних староенглеских и средњеенглеских текстова, староенглеске и средњеенглеске филологије, увода у германску филологију, готског, староисландског и средњовековног велшког језика. Пошто је раније прочитао Беовулфа, започео је превод песме коју је завршио 1926. године, али који никада није објављен. Акочела пише да Толкин можда није имао времена да се бави објављивањем када се преселио у Оксфорд и почео да пише свој роман Хобит. Толкинов биограф Хамфри Карпентер тврди да је Толкин био превелики перфекциониста да би објавио свој превод.
Десет година касније, међутим, Толкин се ослањао на ово дело када је одржао своје чувено предавање „Беовулф: Чудовишта и критичари”. Према овом предавању, права тема Беовулфа, смрт и пораз, била је занемарена у корист археолошких и филолошких спорова о томе у којој мери је песма измишљена или истинита.